# Battaglia di Wopławki
La battaglia di Wopławki o Woplauken fu uno scontro combattuto il 7 aprile 1311 nei pressi del villaggio di Woplauken (oggi Wopławki), a nord-est di Kętrzyn (in tedesco Rastenburg). A questo combattimento che contrappose l'Ordine teutonico, guidato da Heinrich von Plötzke e il Granducato di Lituania, capeggiato da Vytenis, le cronache medievali attribuiscono una grande rilevanza.

## Contesto storico

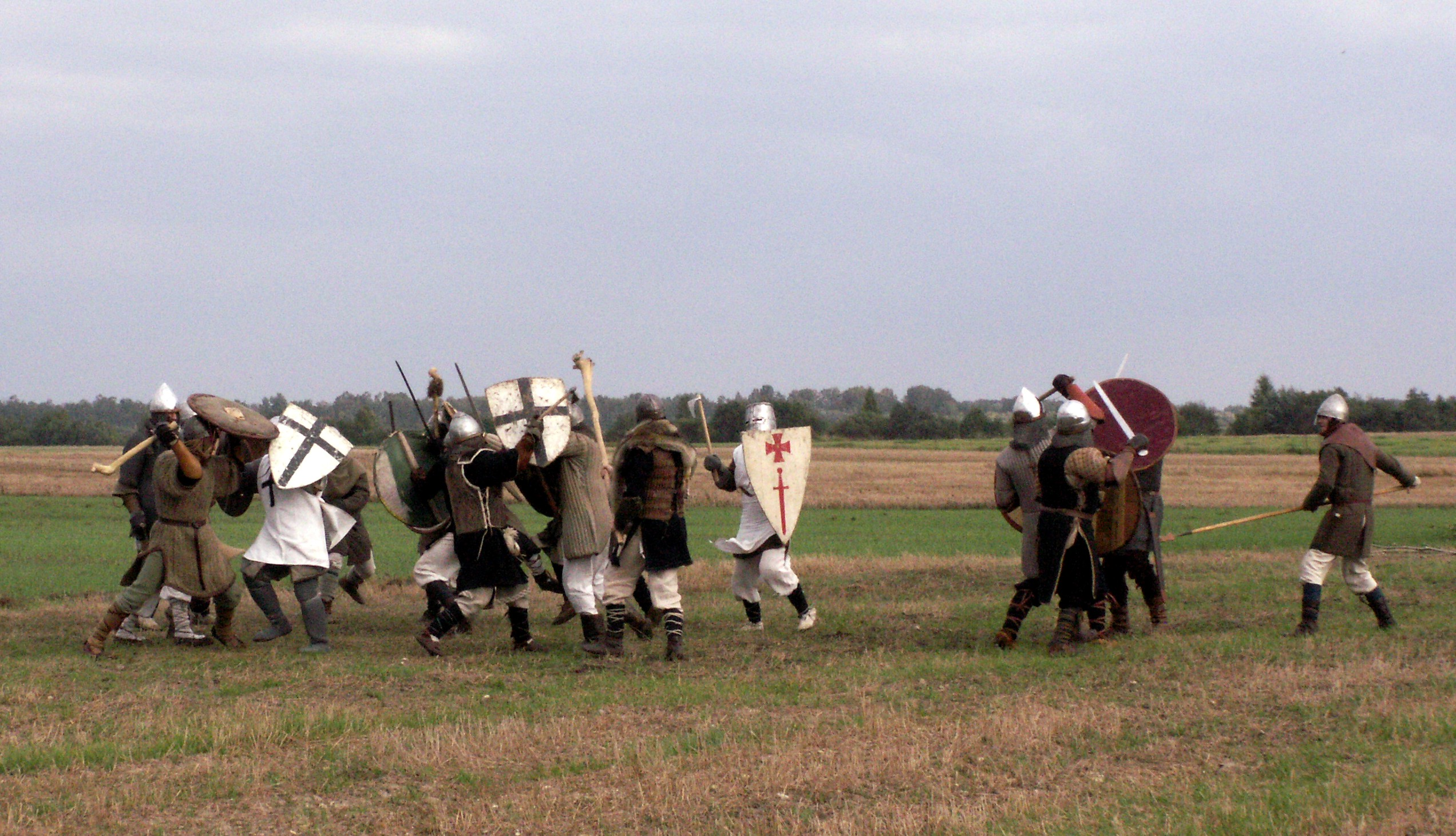
Rievocazione storica di una battaglia della crociata lituana presso Jauniūnai (contea di Vilnius)

La crociata lituana, scoppiata nel 1283, fu uno dei conflitti che durò più a lungo nella storia, essendo terminato solo nel 1410. Durante questa interminabile lotta, gli scontri su vasta scala costituirono perlopiù un'eccezione. Constatata, a un certo punto dell'estenuante conflitto, l'impossibilità di poter soggiogare per intero la Lituania, i teutonici decisero di cambiare tattica e di darsi a una kleinkrieg, ovvero una guerra combattuta su scala minore. In virtù di siffatta premessa, gli scontri ebbero una portata meno roboante, lasciando lo spazio a sporadici assedi e feroci rappresaglie. Anche i Lituani preferivano agire con incursioni rapide piuttosto che dare luogo a stabili conquiste tramite grandi spedizioni militari, le quali in genere richiedevano pianificazioni accurate.

## La battaglia

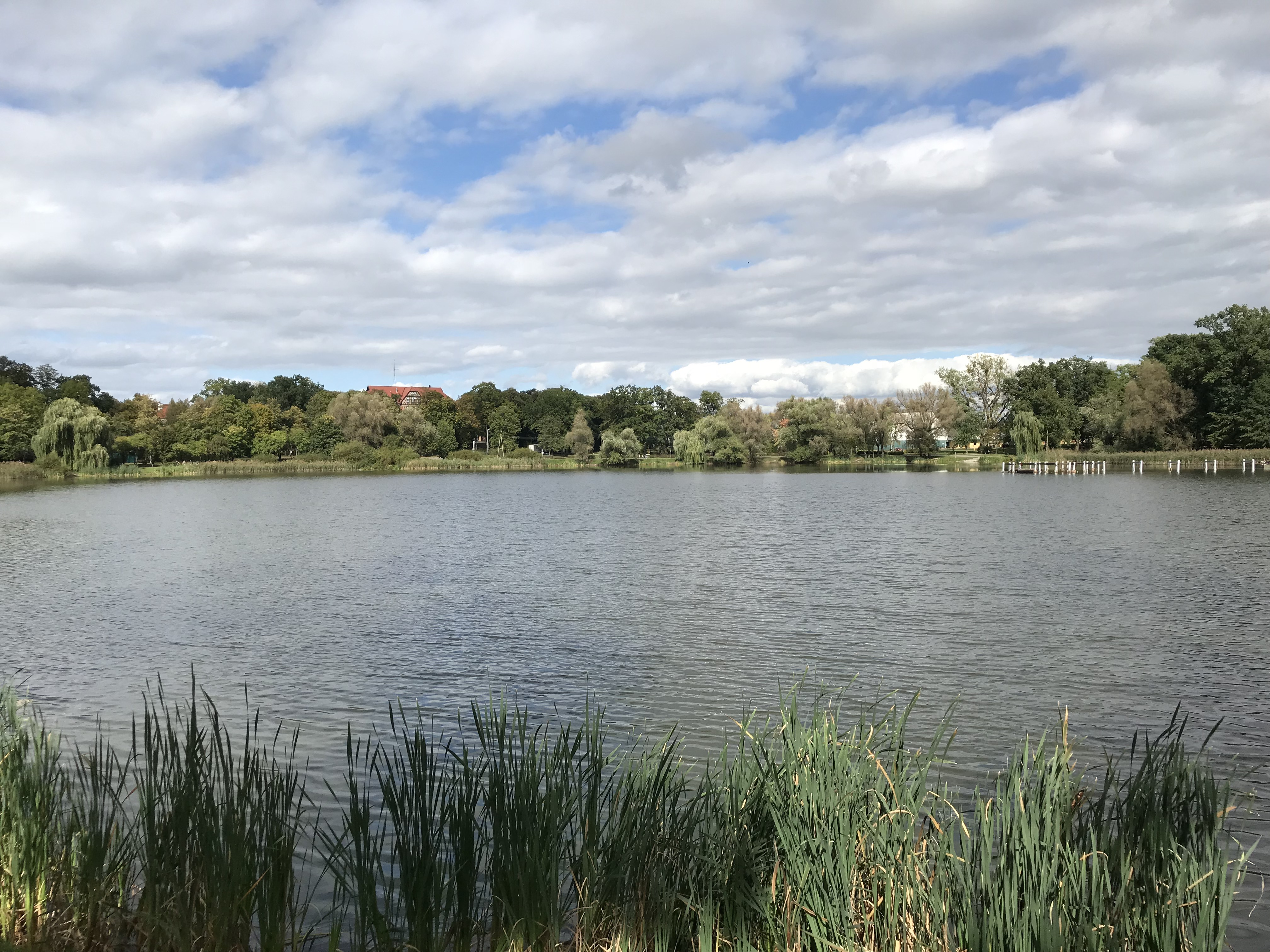
Il lago di Kętrzyn, situato a nord-est del luogo dello scontro

Come attesta il Chronicon terrae Prussiae di Pietro di Duisburg, il 3 aprile 1311, a capo di una forza di 4 000 uomini (secondo The Chronicle of the Prussian Land di Pietro di Duisburg e la Cronaca di Prussia di Nikolaus von Jeroschin, il granduca di Lituania Vytenis invase la Varmia, che era abitata dai Varmiani battezzati e da immigrati tedeschi. Il suo esercito saccheggiò e distrusse completamente le terre della Varmia, uccidendo la maggior parte dei cristiani locali e catturò 1 200 persone (secondo Pietro di Dusburg) o 1 300 (secondo Nicholas von Jeroschin).
Vytenis decise dunque di tornare verso le terre della Bartia. Il 6 aprile, dopo aver raggiunto l'area vicino a Woklauken, l'esercito lituano allestì un accampamento sulla collina, circondandolo con delle abbattute.
Nel frattempo, l'Ordine teutonico riunì un esercito al comando del grosskomtur Heinrich von Plötzke e lo mandò a inseguire Vytenis. L'esercito teutonico era composto, secondo Nicholas von Jeroschin, da 80 cavalieri o 150 secondo Pietro di Duisburg. Se da una parte bisogna tener presente la scarsa concordanza sul numero de Cavalieri teutonici, dall'altra né Pietro di Dusburg né Nikolaus von Jeroschin forniscono dati sul numero di combattenti non affiliati all'Ordine, che all'epoca costituivano il grosso dell'esercito dell'Ordine (incluse lance fornite). Pietro di Duisburg si limita a questo proposito ad affermare che essi erano «molti uomini», mentre Nikolaus von Jeroschin menziona «molti altri valorosi eroi» e «molti guerrieri audaci, abili e ben addestrati».
Un altro cronista dell'Ordine, Wigand di Marburgo, fornisce nella sua Chronica nova Prutenica i titoli delle unità guidate da Heinrich von Plötzke, indicando il comandante di Insterburg e gli stendardi di San Giorgio, di Santa Maria e di Preußisch Holland (Pasłęk). Inoltre, secondo Konrad Gesselen, che tradusse in basso tedesco la già citata Chronica nova Prutenica, una parte dell'esercito era composta da milizie prussiane. Tuttavia, nessuno di questi autori fornisce il numero dei crociati non cavalieri o dei combattenti prussiani.
L'avanguardia, guidata dal komtur di Cristburgo Günther von Arnstein, fu inviato in avanscoperta. Il 7 aprile, raggiunto l'accampamento di Vytenis, l'avanguardia attaccò immediatamente le sentinelle lituane.
Il primo assalto fu respinto con successo dai lituani. Approfittando della posizione dell'accampamento, inondando i crociati di frecce e giavellotti, i guerrieri baltici li costrinsero a ritirarsi. In quel momento giunse il grosso dell'esercito guidato da von Plötzke e si predispose per la battaglia. Insieme all'avanguardia, il corpo principale lanciò un nuovo assalto all'accampamento avversario. In questa seconda occasione, i difensori lituani non riuscirono a resistere all'assalto dei crociati. Presi dal panico, i combattenti lituani iniziarono a ritirarsi in maniera disordinata, con il risultato che la battaglia si trasformò in una carneficina.
Come riferisce Nikolaus von Jeroschin, ogni cristiano catturato dal Granducato tornò in libertà.

## Vittime

### Lituane
Secondo Nikolaus von Jeroschin, i crociati catturarono 2 800 cavalli i cui fantini furono uccisi nel campo, il che a sua volta suggerisce che più della metà dei cavalieri lituani perirono durante l'inseguimento. Un'altra fonte, il Canonici Sambiensis epitome gestorum Prussia, afferma che 3 000 lituani furono uccisi in questa battaglia e che lo stesso ciambellano di Vytenis fu fatto prigioniero.
Quanto a Vytenis, egli riuscì a sopravvivere insieme ad alcuni membri del suo esercito e raggiunse la Lituania in sicurezza.

### Crociate
Secondo Nikolaus von Jeroschin, «nel primo assalto i cristiani persero 40 uomini», mentre Pietro di Dusburg afferma che 60 crociati morirono nel corso dello stesso combattimento. Non esiste alcun resoconto che fornisca il computo totale delle vittime dei crociati.

## Conseguenze
La vittoria di Wopławki permise ai Cavalieri teutonici di prendere piede al confine con il Granducato di Lituania costruendo il castello di Christmemel, come attestato nelle cronache sopra citate sia di Pietro di Duisburg. Nel 1315, Vytenis tentò di espugnare Christmemel, ma non vi riuscì.

### Fonti primarie
- (EN) Nikolaus von Jeroschin, A History of the Teutonic Knights in Prussia 1190-1331, traduzione di Mary Fischer, Ashgate Publishing, Ltd., 2010, ISBN 978-0-7546-5309-7.
- Pietro di Duisburg, Chronicon terrae Prussiae (III, 310; 315), su vostlit. URL consultato il 31 agosto 2022.

### Fonti secondarie
- (EN) Eric Christiansen, The Northern Crusades, Penguin UK, 1997, ISBN 978-0-14-026653-5.
- (EN) ISBN 1-57607-863-9,  https://web.archive.org/web/20211027082352/http://lukashevichus.info/knigi/Crusades%20Encycl%20Murray.pdf. URL consultato il 13 settembre 2022 (archiviato dall'url originale il 27 ottobre 2021).
- (EN) William L. Urban, The Samogitian Crusade, Centro di studi e ricerche lituano, 1989, ISBN 978-0-929700-03-8.